# 只为你而晴朗
只为你而晴朗是日本摇滚乐队Yorushika的歌曲，于2018年5月9日随其第二张迷你专辑《败犬不需要安可》正式发行。
这首歌曲是Yorushika的代表作之一，在2019-2021年连续三年登上Billboard Japan Hot 100年榜，其流媒体播放量已超过4亿，音乐视频播放量超过2亿，均为Yorushika最高，该曲也被多家媒体认为是经典的夏日歌曲之一。

## 背景与发行
2018年3月9日，Yorushika时隔一年宣布将在5月9日发售其第二章迷你专辑，并提前公布了4首将会被收录的歌曲，只为你而晴朗就在其中。5月4日，其音乐视频公开。5月9日，该曲随其第二张迷你专辑《败犬不需要安可》正式发行。
n-buna表示他想将专辑打造成一个完整的、有文学性和隐喻结构的艺术作品，为此他也在这首歌中加入了部分俳句元素：在这首歌中引用了正冈子规的俳句（人们在夏野不断歇息的一块石头）为歌词中（你总在记忆里停留，如夏日旷野中一块孤零零的石头）。

## 音乐视频
该曲的音乐视频于2018年5月4日发布，导演为Poburica。其取景地位于富山縣高岡市的雨晴海岸。该音乐视频综合了以往n-buna所制作的VOCALOID音乐视频的方法，如将歌词散布在歌曲中及快速切换视角等方法。截止2025年6月，其播放量已超过2.4亿。

## 评价
《DIGLE MAGAZINE》表示这首歌是Yorushika的代表作之一，强调其独特的吉他音色和创新的音乐视频制作手法，认为结合了动画和实景的音乐视频增强了歌曲的视觉表现力。另外，由于这首歌的歌词和音乐视频极其贴合夏季，该曲也被多家媒体认为是经典的夏日歌曲之一。

## 商业成绩
这首歌是Yorushika商业成绩最好的歌曲之一，不过一开始这首歌并没有出现在大型音乐商业榜单之中，直到一年后才在2019年5月第一次登上Billboard Japan Hot 100榜单，虽仅排98名，但其持续榜上有名，在2019年末期榜单仍列74名，年榜最终结算成绩为第85名。2020年，该曲排名逆势上涨，最高排到第22名，2020年年榜结算成绩为第33名，较上年大幅上涨。此后，这首歌仍活跃在各种榜单中，在2021年Billboard Japan Hot 100年榜為第92名，更是在2024年奇迹般重回到年榜中，列第70名。
在Oricon榜单上，只为你而晴朗也取得了不错的成绩，其在合算单曲周榜最高排名达到36名，数字单曲榜则达到最高33名，且在榜超过100周，流媒体周榜在最高22名的基础上，在榜时长更是超过了300周。
只为你而晴朗的流媒体成绩也非常出色，2020年9月30日，该曲流媒体播放量破亿，为Yorushika第一首破亿歌曲。2024年9月，该曲流媒体播放量突破4亿，为Yorushika最高。根据2024年末的数据，只为你而晴朗的流媒体播放量达4.2亿以上，列历代日本歌曲流媒体播放量第55名。

## 排行榜

### 周榜
| 排行榜                                 | 最高位 |
| -------------------------------------- | ------ |
| 日本（Japan Hot 100）                  | 22     |
| 日本（Billboard Japan Download Songs） | 25     |
| 日本（Oricon合算单曲榜）               | 36     |
| 日本（Oricon数字单曲榜）               | 33     |
| 日本（Oricon流媒体单曲榜）             | 22     |

### 年榜
| 排行榜（2019年）                                 | 最高位 |
| ------------------------------------------------ | ------ |
| 日本（Japan Hot 100 Year End）                   | 85     |
| 日本（Billboard Japan Streaming Songs Year End） | 38     |

| 排行榜（2020年）                                 | 最高位 |
| ------------------------------------------------ | ------ |
| 日本（Japan Hot 100 Year End）                   | 33     |
| 日本（Billboard Japan Streaming Songs Year End） | 27     |
| 日本（Billboard Japan Download Songs Year End）  | 67     |

| 排行榜（2021年）                                 | 最高位 |
| ------------------------------------------------ | ------ |
| 日本（Japan Hot 100 Year End）                   | 92     |
| 日本（Billboard Japan Streaming Songs Year End） | 71     |

| 排行榜（2024年）                                 | 最高位 |
| ------------------------------------------------ | ------ |
| 日本（Japan Hot 100 Year End）                   | 70     |
| 日本（Billboard Japan Streaming Songs Year End） | 64     |